# 蓬佩乌参议员镇
蓬佩乌参议员镇是巴西塞阿拉州的一个市镇。总面积1002.127平方公里，总人口27459人，人口密度27.4人/平方公里。